# 丹溪乡
丹溪乡，是中华人民共和国江西省赣州市寻乌县下辖的一个乡镇级行政单位。

## 行政区划
丹溪乡下辖以下地区：
丹溪村、清溪村、彭溪村、双溪村、下平村、上平村、高峰村、岑峰村、双村和金村。